# 旭ロール
旭ロール株式会社（あさひロール、英: ASAHI ROLL CO.,LTD.）は、東京都葛飾区に本社を置く企業。1934年、各種彫刻ロールの専門企業として創業。彫刻ロール（エンボスロール・プレシジョンロール）・離型紙の製作・販売をおこなう。

## 概要
この会社の主要製品は「エンボスロール」「プレシジョンロール」「リリースペーパー」。製造・販売をおこなっている。

## 部門（営業品目）
- エンボスロール 素材に型付けできる金属ロール。主に雑貨、壁紙、床材、家具、自動車の車輌内装、不織布、太陽光パネルの封止材等に使用される。
- リリースペーパー（離型紙） 離型紙とは特殊な紙に柄が型押しされていて、合成皮革を作る際に模様をつける為に使用される。（主に雑貨、シューズ、鞄、家具、ボール、衣料、車輌内装、スポーツシューズ等）
- プレシジョンロール 各種コーティングロール、グラビアロール、アニロックスロール（フレキソ印刷）等の精密均一塗布を目的としたロール。（主に液晶用、タッチパネル用、太陽光パネル用、段ボール用、食品衛生ラミネート用等）
- レースペーパー レースペーパーとはエンボスされた紙。料理やケーキの下に敷くペーパーとして使用される。